# Cláudio Danni
Cláudio João Danni, conhecido apenas como Cláudio Danni (Canoas, 22 de fevereiro de 1942) é um ex-futebolista brasileiro que atuava como zagueiro e lateral-esquerdo.

## Carreira
Iniciou sua carreira futebolística no Internacional, clube em que marcou época. Teve uma breve passagem na seleção brasileira em 1963 e também jogou no Corinthians, no Cruzeiro em 1966 e 67 e no Cruzeiro-RS de Porto Alegre de 1968 a 1971.  

## Títulos
Internacional
- Campeonato Gaúcho: 1961

Cruzeiro
- Taça Brasil: 1966
- Campeonato Mineiro: 1966 e 1967

Cruzeiro-RS
- Copa Governador do Rio Grande do Sul: 1970

Seleção Brasileira
- Copa Rocca: 1963